# Lithophane conformis
Lithophane conformis är en fjärilsart som beskrevs av Freyer 1833. Lithophane conformis ingår i släktet Lithophane och familjen nattflyn. Inga underarter finns listade i Catalogue of Life.